# Primer ministro de Montenegro
Primer ministro de Montenegro (montenegrino: Premijer Crne Gore) es el cargo que ostenta quien ejerce de jefe de Gobierno de Montenegro. Dirige la labor del Gobierno, y presenta al Parlamento el programa del Gobierno, incluyendo una lista de ministros propuestos.

## Principado de Montenegro(1879-1910)
| Jefe de Gobierno                                                | Jefe de Gobierno                 | Nombre (nacimiento-muerte)               | Mandato                          | Mandato                          | Mandato                          | Partido político                 | Príncipe              | Príncipe |
| Jefe de Gobierno                                                | Jefe de Gobierno                 | Nombre (nacimiento-muerte)               | Asumió el cargo                  | Renuncia                         | Tiempo en el cargo               | Partido político                 | Príncipe              | Príncipe |
| --------------------------------------------------------------- | -------------------------------- | ---------------------------------------- | -------------------------------- | -------------------------------- | -------------------------------- | -------------------------------- | --------------------- | -------- |
| Presidente del Consejo de Estado                                | Presidente del Consejo de Estado | Presidente del Consejo de Estado         | Presidente del Consejo de Estado | Presidente del Consejo de Estado | Presidente del Consejo de Estado | Presidente del Consejo de Estado | Nicolás I (1860-1910) |          |
| 1                                                               |                                  | Voivoda Božo Petrović-Njegoš (1846-1929) | 20 de marzo de 1879              | 19 de diciembre de 1905          | 26 años, 274 días                | Independiente                    | Nicolás I (1860-1910) |          |
| Presidente del Consejo Ministerial del Principado de Montenegro |                                  |                                          |                                  |                                  |                                  |                                  | Nicolás I (1860-1910) |          |
| 2                                                               |                                  | Lazar Mijušković (1867-1936)             | 19 de diciembre de 1905          | 24 de noviembre de 1906          | 340 días                         | Partido del Pueblo Verdadero     | Nicolás I (1860-1910) |          |
| 3                                                               |                                  | Marko Radulović (1866-1935)              | 24 de noviembre de 1906          | 1 de febrero de 1907             | 69 días                          | Partido Popular                  | Nicolás I (1860-1910) |          |
| 4                                                               |                                  | Andrija Radović (1872-1947)              | 1 de febrero de 1907             | 17 de abril de 1907              | 75 días                          | Partido Popular                  | Nicolás I (1860-1910) |          |
| 5                                                               |                                  | Lazar Tomanović (1845-1932)              | 17 de abril de 1907              | 28 de agosto de 1910             | 3 años, 133 días                 | Independiente                    | Nicolás I (1860-1910) |          |

## Reino de Montenegro(1910-1916)
| Jefe de Gobierno                                           | Jefe de Gobierno                                           | Nombre (nacimiento-muerte)                                 | Mandato                                                    | Mandato                                                    | Mandato                                                    | Partido político                                           | Monarca               | Monarca |
| Jefe de Gobierno                                           | Jefe de Gobierno                                           | Nombre (nacimiento-muerte)                                 | Asumió el cargo                                            | Renuncia                                                   | Tiempo en el cargo                                         | Partido político                                           | Monarca               | Monarca |
| ---------------------------------------------------------- | ---------------------------------------------------------- | ---------------------------------------------------------- | ---------------------------------------------------------- | ---------------------------------------------------------- | ---------------------------------------------------------- | ---------------------------------------------------------- | --------------------- | ------- |
| Presidente del Consejo Ministerial del Reino de Montenegro | Presidente del Consejo Ministerial del Reino de Montenegro | Presidente del Consejo Ministerial del Reino de Montenegro | Presidente del Consejo Ministerial del Reino de Montenegro | Presidente del Consejo Ministerial del Reino de Montenegro | Presidente del Consejo Ministerial del Reino de Montenegro | Presidente del Consejo Ministerial del Reino de Montenegro | Nicolás I (1910-1916) |         |
| (5)                                                        |                                                            | Lazar Tomanović (1845-1932)                                | 28 de agosto de 1910                                       | 19 de junio de 1912                                        | 1 año, 296 días                                            | Independiente                                              | Nicolás I (1910-1916) |         |
| 6                                                          |                                                            | Voivoda Mitar Martinović (1870-1954)                       | 19 de junio de 1912                                        | 8 de mayo de 1913                                          | 323 días                                                   | Partido del Pueblo Verdadero                               | Nicolás I (1910-1916) |         |
| 7                                                          |                                                            | Serdar Janko Vukotić (1866-1927)                           | 8 de mayo de 1913                                          | 16 de julio de 1915                                        | 2 años, 69 días                                            | Independiente                                              | Nicolás I (1910-1916) |         |
| 8                                                          |                                                            | General Milo Matanović (1879-1955)                         | 16 de julio de 1915                                        | 2 de enero de 1916                                         | 170 días                                                   | Independiente                                              | Nicolás I (1910-1916) |         |
| (2)                                                        |                                                            | Lazar Mijušković (1867-1936)                               | 2 de enero de 1916                                         | 25 de enero de 1916                                        | 23 dias                                                    | Partido del Pueblo Verdadero                               | Nicolás I (1910-1916) |         |

## Gobierno montenegrino en el exilio(1916-1922)
| Jefe de Gobierno | Jefe de Gobierno | Nombre (nacimiento-muerte)           | Mandato               | Mandato               | Mandato            | Partido político             | Monarca Rey titular                                       |
| Jefe de Gobierno | Jefe de Gobierno | Nombre (nacimiento-muerte)           | Asumió el cargo       | Renuncia              | Tiempo en el cargo | Partido político             | Monarca Rey titular                                       |
| --- | ---------------- | ------------------------------------ | --------------------- | --------------------- | ------------------ | ---------------------------- | --------------------------------------------------------- |
| (2) |                  | Lazar Mijušković (1867-1936)         | 25 de enero de 1916   | 12 de mayo de 1916    | 108 días           | Partido del Pueblo Verdadero | Nicolás I (1916-1921)                                     |
| (4) |                  | Andrija Radović (1872-1947)          | 12 de mayo de 1916    | 17 de enero de 1917   | 250 días           | Partido Popular              | Nicolás I (1916-1921)                                     |
| (8) |                  | General Milo Matanović (1879-1955)   | 17 de enero de 1917   | 11 de junio de 1917   | 145 días           | Independiente                | Nicolás I (1916-1921)                                     |
| 9 |                  | Evgenije Popović (1842-1931)         | 11 de junio de 1917   | 17 de febrero de 1919 | 1 año, 251 días    | Independiente                | Nicolás I (1916-1921)                                     |
| 10 |                  | General Anto Gvozdenović (1853-1935) | 17 de febrero de 1919 | 1 de marzo de 1921    | 2 años, 12 días    | Independiente                | Nicolás I (1916-1921)                                     |
| 11 |                  | Jovan Plamenac (1873-1944)           | 1 de marzo de 1921    | 13 de enero de 1922   | 318 días           | Partido del Pueblo Verdadero | Danilo (1 de marzo-7 de marzo de 1921) Miguel (1921-1922) |
| 12 |                  | General Milutin Vučinić (1869-1922)  | 13 de enero de 1922   | 13 de febrero de 1922 | 31 días            | Partido del Pueblo Verdadero | Danilo (1 de marzo-7 de marzo de 1921) Miguel (1921-1922) |
| (10) |                  | General Anto Gvozdenović (1853-1935) | 13 de febrero de 1922 | 13 de julio de 1922   | 150 días           | Independiente                | Danilo (1 de marzo-7 de marzo de 1921) Miguel (1921-1922) |
| De 1922 a 1941, el territorio de Montenegro fue parte del Óblast de Zeta y más tarde de Banovina de Zeta dentro del Reino de Yugoslavia. |                  |                                      |                       |                       |                    |                              |                                                           |

## República de Montenegro(1991-2006)
| Nombre | Nombre | Nombre          | fecha de mandato      | fecha de mandato     | Partido |
| ------ | ------ | --------------- | --------------------- | -------------------- | ------- |
|        |        | Milo Đukanović  | 15 de febrero de 1991 | 5 de febrero de 1998 | DPS     |
|        |        | Filip Vujanović | 5 de febrero de 1998  | 8 de enero de 2003   | DPS     |
|        |        | Milo Đukanović  | 8 de enero de 2003    | 5 de junio de 2006   | DPS     |

## Montenegro2006 - presente
| Nombre | Nombre | Nombre             | fecha de mandato        | fecha de mandato        | Partido   |
| ------ | ------ | ------------------ | ----------------------- | ----------------------- | --------- |
|        |        | Milo Đukanović     | 5 de junio de 2006      | 10 de noviembre de 2006 | DPS       |
|        |        | Željko Šturanović  | 10 de noviembre de 2006 | 29 de febrero de 2008   | DPS       |
|        |        | Milo Đukanović     | 29 de febrero de 2008   | 21 de diciembre de 2010 | DPS       |
|        |        | Igor Lukšić        | 21 de diciembre de 2010 | 2 de diciembre de 2012  | DPS       |
|        |        | Milo Đukanović     | 2 de diciembre de 2012  | 28 de noviembre de 2016 | DPS       |
|        |        | Duško Marković     | 28 de noviembre de 2016 | 4 de diciembre de 2020  | DPS       |
|        |        | Zdravko Krivokapić | 4 de diciembre de 2020  | 28 de abril de 2022     | Ind./ZBCG |
|        |        | Dritan Abazović    | 28 de abril de 2022     | 31 de octubre de 2023   | URA       |
|        |        | Milojko Spajić     | 31 de octubre de 2023   | Presente                | PES!      |